# Maritza Sayalero Fernández
Maritza Sayalero Fernández est un mannequin vénézuélienne née à Caracas le 16 février 1961. Elle est la première vénézuélienne couronnée Miss Univers, en 1979.

## Biographie
En 1979, elle a été élue Miss Univers 1979 à Perth, en Australie.
En 1981, Maritza a épousé le joueur de tennis mexicain Raúl Ramírez au Mexique, où ils habitent.